# 長珊聞書
『長珊聞書』（ちょうさんききがき）は、『源氏物語』の注釈書。

## 概要
天文年間（1532年 - 1554年）から弘治元年（1555年）の成立と見られる。もとは『源氏物語』54帖にそれぞれ対応する54巻からなったと見られる。この『長珊聞書』は多くの書物からの引用を含んでおり、『河海抄』、『花鳥余情』、『弄花抄』などを多く引くほか、現在では失われた鎌倉時代の注釈書『雪月抄』が桐壺、帚木、空蝉、夕顔に約30ヶ所引用されている。その他『宗牧聞書』や『宗碩聞書』といった近い時代のやはり失われた注釈書からも引かれている。

## 作者
本書の作者は猪苗代兼純の弟「長珊」とされており、本書『長珊聞書』の書名もそれに由来する。同人は三条西公条による『源氏物語』の講義を受講していたことが三条西実隆の日記である『実隆公記』の大永3年8月20日（1523年9月29日）及び天文2年7月12日（1533年8月2日）の条に記録されており、本書では三条西公条の説を「御説」として多く引用している。

## 伝本
現存する伝本としては以下の2本がある。
- 陽明文庫蔵本。
夕霧1帖を欠く53冊からなる
- 京都大学図書館蔵本
『源氏物語抄』と題している。前半5巻のみ現存する。